# Catherine Allard
Catherine Allard Vandenhove (Bruselas, Bélgica, 1960) es una bailarina y coreógrafa belga establecida en Cataluña, actual directora artística de la compañía IT Dansa.

## Trayectoria
Su madre, amante de las artes y habitual de los círculos intelectuales de Bruselas, quiso ser bailarina en su juventud, pero su familia nunca se lo permitió.
Catherine con 8 años, asistió a la escuela de Simone Redant, que impartía el método Dalcroze basado en la educación del oído y la improvisación, enfocado a la formación infantil.  A los 10 años subió por primera vez a un escenario.
A los 13 años deja la escuela infantil que ya no le satisface, ambiciona algo más. Calzarse unas zapatillas de bailarina y estudiar ballet clásico. Casualidades del destino, al lado de su casa, Víctor Ullate y Carmen Roche acababan de abrir una escuela en su barrio y Catherine Allard fue su primera alumna dos meses antes de cumplir 14 años.
En 1978 realizó una audición para la Escuela Mudra de Maurice Béjart, con 17 años entró a formar parte de su prestigiosa escuela donde conoció al bailarín y futuro coreógrafo Nacho Duato. Un año más tarde, Bejart le propuso entrar en su compañía de danza, Catherine Allard declinó el ofrecimiento al no sentirse convenientemente preparada e interesada en continuar un año más su formación.

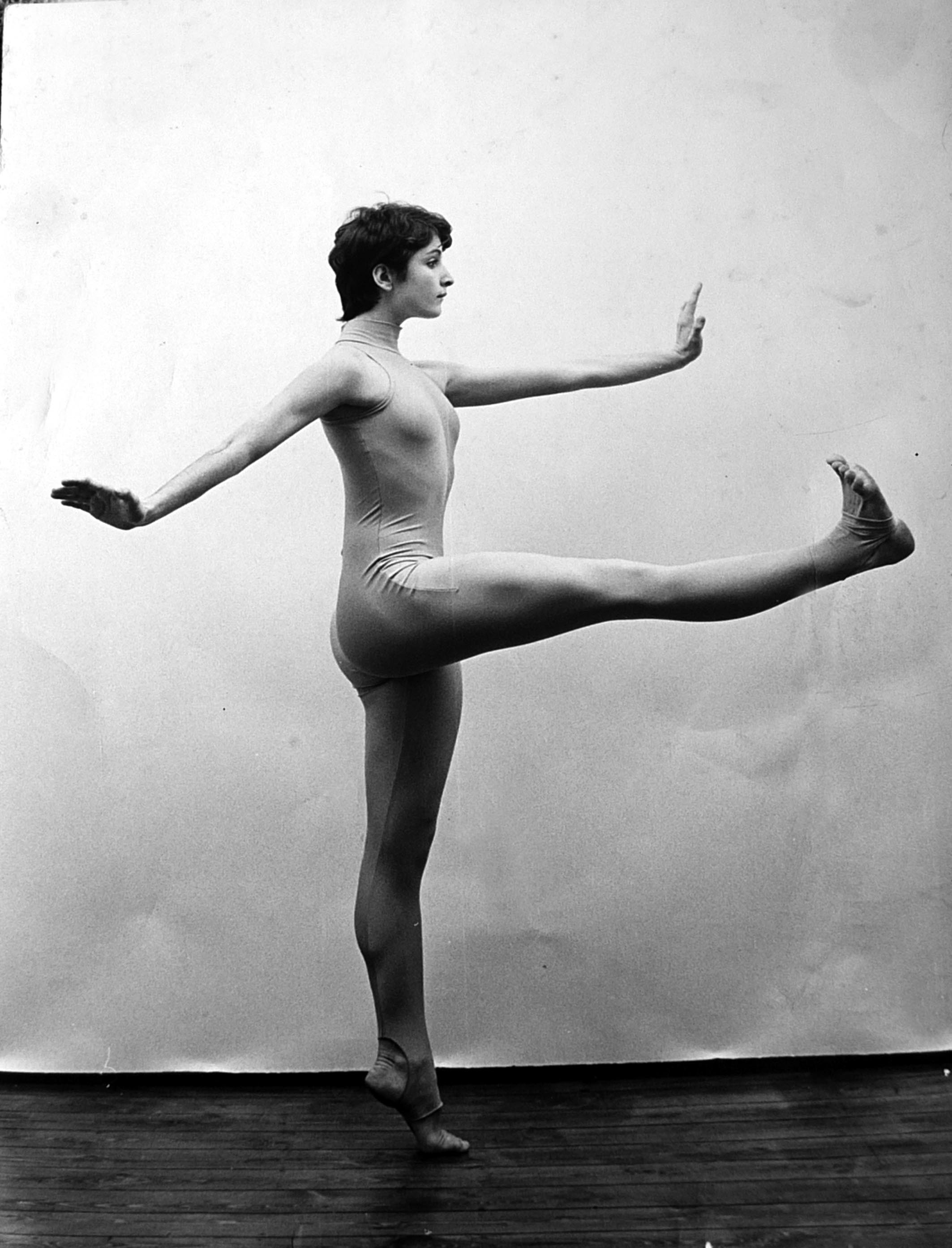
Catherine Allard 1977

En 1979 asistió como espectadora a una representación del ballet Nederlands Dans Theater. El espectáculo la conmovió profundamente y fue consciente por primera vez en su vida, de que acababa de contemplar todo aquello que esperaba de la danza, había encontrado su lugar, quería formar parte de ese grupo de hombres y mujeres “que bailaban juntos”, donde las bailarinas eran de carne y hueso y no frágiles muñecas de porcelana.
Por aquel entonces Jiří Kylián estaba realizando audiciones para la NDT JUNIOR, la SPRINGPLANK, vivero de jóvenes bailarines aspirantes a formar parte de la primera compañía. Catherine Allard entró a formar parte de la 1.ª compañía del NDT en 1982. Un año después Nacho Duato entró como bailarín en la Compañía y dio sus primeros pasos como coreógrafo, a partir de ese momento Catherine empieza a bailar sus obras. Ella ha sido en palabras del coreógrafo "su inspiración y su musa" y ha recorrido el mundo entero, América, Europa, Japón y Australia.
Su estancia en NDT continua hasta 1990. Durante este periodo interpreta piezas de los mejores coreógrafos de Danza contemporánea del siglo XX, Jiří Kylián, Ohad Naharin, Hans van Manen, Nils Christie, Jerome Robbins, Mats Eks, William Forsynthe, Christopher Bruce y Nacho Duato. 
Duato creó el ballet Jardi Tancat, basado en antiguos textos populares y cantado por la intérprete mallorquina Maria del Mar Bonet, que le puso la voz y la música. En 1988 conceden a Catherine Allard el premio Zilveren Teatre Dans Prijs, por su interpretación de Bolero y Arenal, para Catherine Allard "Arenal es la pieza donde me he sentido más libre". A partir de la idea de Nacho Duato crearon el dúo Cor Perdut como regalo de cumpleaños de María del Mar Bonet.
Mientras, Nacho Duato, que había dejado el NDT para dirigir el Ballet Lírico Nacional de España (que más tarde bautizó como Compañía Nacional de Danza), le pidió que la acompañara como primera bailarina, y Catherine Allard le siguió a Madrid meses más tarde. Permanecería seis años, de 1990 a 1996, convirtiéndose en la partenaire perfecta del director. 
En 1996 Allard empieza a considerar la posibilidad de tomarse un año sabático para reflexionar sobre su futuro. La posibilidad de dirigir una compañía no figuraba en sus planes y tampoco dejar de bailar. Cansada de llevar una vida errática quiere instalarse en Barcelona donde le habían hablado de un atractivo proyecto; crear un Postgrado para jóvenes bailarines en el Instituto del Teatro de Barcelona. Era poner en marcha una idea partiendo de cero y formar una compañía con gente joven. Para Catherine era repetir en cierto modo la experiencia vivida con la NDT Junior de Jiri Kylian. Tenía que tomar una decisión definitiva, todo fue muy rápido, presentó el proyecto y firmó el contrato.En diciembre de 1996 la Diputación de Barcelona presentó el proyecto públicamente en un acto presidido por Joan Francesc Marco Diputado Presidente del Área de Cultura de la Diputación de Barcelona, Pau Monterde, director del Instituto del Teatro, Bárbara Kasprowicz, directora de la Escuela Superior de Danza y Coreografía del Instituto del Teatro, y Catherine Allard la directora de la futura compañía de Postgrado.

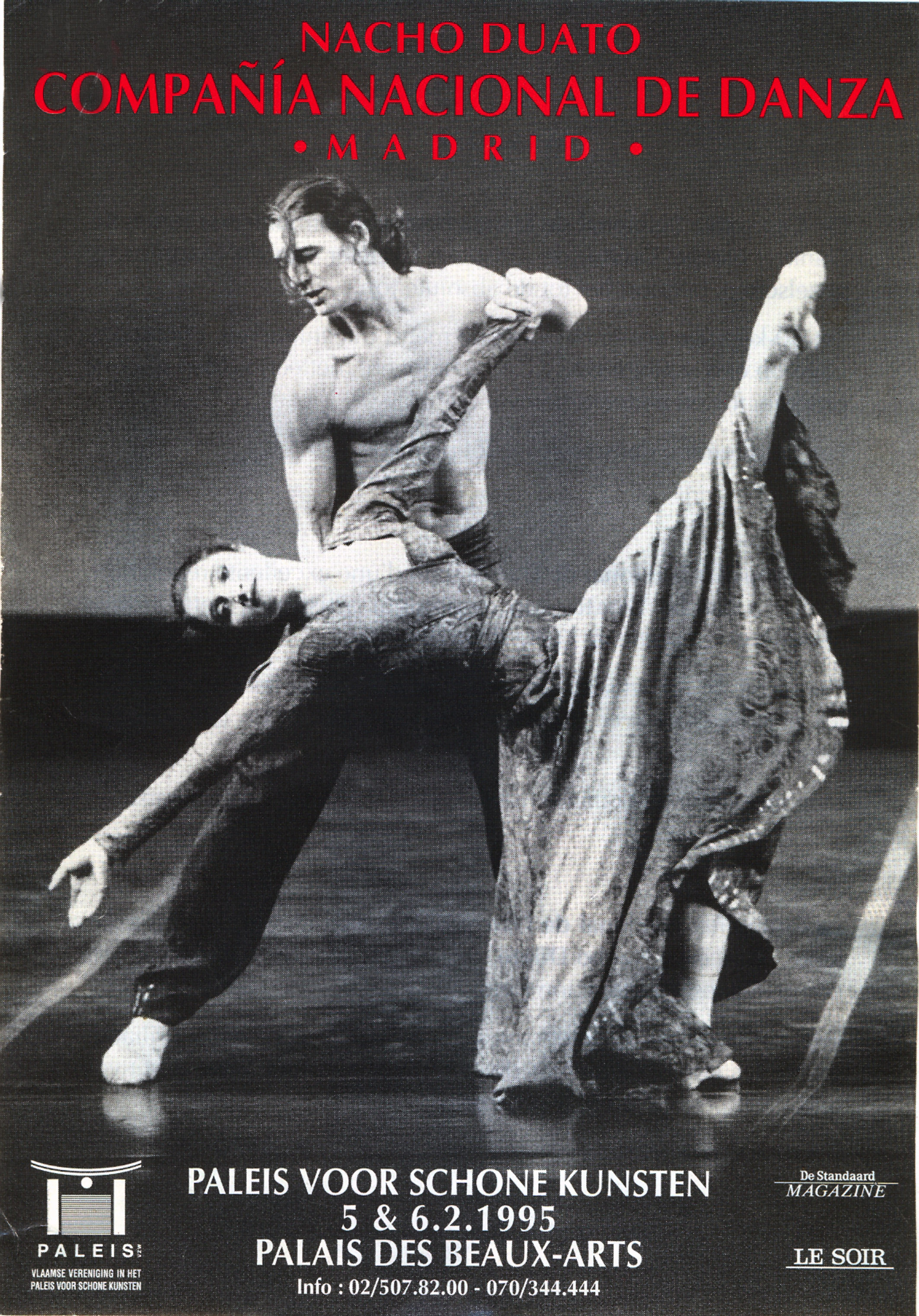
Cartel de la Compañía Nacional de Danza (Madrid)

El 30 de julio de 1997 dan comienzo las clases de la joven compañía del Instituto del Teatro cuyo objetivo era crear un puente entre la formación y el ejercicio profesional de los jóvenes bailarines. A la cabeza figura Catherine Allard como directora artística. Había nacido IT Dansa.

## IT Dansa
Creada en diciembre de 1996, las clases de la joven compañía del Instituto del Teatro empiezan el 30 de junio de 1997.
En palabras de Catherine Allard "Ha llegado el momento de asumir responsabilidades y transmitir a los jóvenes mi experiencia". El objetivo principal del proyecto es crear un puente entre la formación y el ejercicio profesional de los jóvenes bailarines. No se trata de una compañía profesional pero el trabajo que realizarán si será profesional.
La Compañía se especializaría en más de un estilo coreográfico lo que se conseguirá invitando a coreográfos de prestigio internacional y ofreciendo oportunidades a jóvenes coreógrafos, bailando no solo en Cataluña sino también a nivel internacional.
En ese momento era un proyecto absolutamente nuevo en España y prácticamente único en Europa. La intención es que los bailarines que terminan su carrera puedan trabajar durante dos años en la compañía con el fin de reunir la experiencia suficiente para dar el salto al mundo profesional. La compañía tendrá un gran espíritu de trabajo, calidad técnica y amplios conocimientos no solo del escenario sino también de todo lo que sucede hasta llegar a él.
En el año 2001 Catherine Allard recibe el Premio Nacional de Danza de Cataluña, el más alto reconocimiento institucional que entrega la Consejería de Cultura de la Generalidad de Cataluña dentro de los Premios Nacionales de Cultura de Cataluña; un galardón para personas o entidades en reconocimiento a las aportaciones más relevantes.

## Coreografías y coreógrafos representados por IT Dansa desde su fundación en 1997 hasta 2016
- Jardí tancat - Nacho Duato

- Sechs Tänze - Jirí kylián

- Passomezzo - Ohad Naharin

- Cor perdut - Nacho Duato

- Whim-Fractured Fairytale - Alexander Ekman

- Minus 16 - Ohad Naharin

- Cómplices - Toni Fabre

- Stations - Stijn Celis

- Flabbergast - Gustavo Ramírez

- Naked thoughts - Rafael Bonachela

- Violeta II - Ramon Oller

- Monocroma oculto - Jacopo Godani

- Wolfgang bitte... - Rui Horta

- Les bras de mer - Petr Zuska

- Hands - Win Vandekeibus

- Petruixkha - Catherine Allard

- Remungant s' entenen! - Joaquim Sabaté

- Via Durga - Jennifer Hanna

- Fievre - Jo Stromgren

- Insert incert - Carlos Iturrioz

- I like five - Stijn Celis

- Un ballo - Jirí kylián

- Evening songs - Jirí kylián

- Kamuyot - Ohad Naharin

- Terre à terre - Patrick Delcroix

- En forme de soi - Catherine Allard

- TI.TO - Gustavo Ramírez

- Wad- Ras - Montse Sánchez i Ramón Baeza

- 4 legs - Uri Ivgi

- In memoriam - Sidi Larbi  Cherkaoui

- En busca de - Gustavo Ramírez

- Manolo & friends - Ramon Oller

- Cara B - Nora Sitges-Sardà

- Jump start / jazz - Toni Mira

- Fly - Olga Sasplugas

- Rit-mo - Lorena Nogal i Thierry Hochstätter

- Aquil•les o L'estupor - Ina Christel Johannessen.

## Obra coreográfica
Talleres para la Compañía Nacional de Danza:
- 1995 Elle et Aile
- 1996 Poco a poco

IT Dansa:
- 1999 En forme de soi
- 2011 Petruixka (adaptación para niños coproducción con Petit Liceo)
- 2014 Participación en el Acte inaugural del Tricentenari de 1714 en La Seu Vella de Lleida

## Otras colaboraciones
Maredansa en la Fira d'Espectacles d'Arrel Tradicional de Manresa:
- 2003 Eia Mater (sobre la Pieza para cobla "La muixeranga d'Algemesí" de Joaquim Serra. Rodada en Santa María del Mar en Barcelona para el programa Nydia de TV3).
- 2005 Return, vídeo de Nicole Gagnum, artista plástica americana.
- 2006 Danse noire, vídeo del artista catalán Frederic Amat.
- 2008 Los siete pecados capitales de Bertolt Brecht con Mary Carewe (Festival de Cuenca) y Ute Lemper (Festival de PortaFerrada - Sant Feliu de Guíxols). Dirección artística de Frederic Amat. Coreografía de Jordi Cortés.
- 2012 Identities, estrenado en Danza en la Villa en colaboración con Mariko Aoyama, Susan Kempster, Hilde Koch y Mónica Runde. Dirección artística de Natalia Menéndez Y Carlos Iturrioz.

## Programas de mano
- La Zarzuela. Madrid (España), diciembre de 1990
- Palma de Mallorca (España), marzo de 1991 (enlace roto disponible en Internet Archive; véase el historial, la primera versión y la última).
- Grec. Barcelona (España), junio de 1991
- Teatro Lírico Nacional La Zarzuela. Madrid (España), diciembre de 1991
- Tour. Japón. Noviembre 1992 (enlace roto disponible en Internet Archive; véase el historial, la primera versión y la última).
- Gira España 1993: Zaragoza (Teatro Principal), Oviedo (Teatro Campoamor), Granada (Jardines del Generalife), Sevilla (Teatro de la Maestranza), Santander (Palacio de Festivales), Avilés (Teatro Palacio Valdés), Mérida (Teatro Romano) y Barcelona (Palacio de Deportes).
- Friedrichshafen (T. Graf-Zeppelin-Haus), Ludwigshafen (Theater in Pfalzbau),  Neuss (Stadt Neuss Kulturrefer), Frankfurt (Jahrhunderthalle Hoechst). Noviembre 1993
- Glasgow.T. Royal Glasgow (Reino Unido). Marzo 1994
- Palais des Beaux Arts. Bruselas (Bélgica). Febrero 1995
- Anfiteatro Acrópolis. Atenas (Grecia). Julio 1995
- Gira Brasil: Sao Paulo (Theatro Municipal), Rio de Janeiro (Theatro Municipal), Riveirao Preto (Theatro Pedro II), Brasilia (Sala Villa-Lobos), Porto Alegre (Salao da Orquestra Sinfónica), junio de 1996
- Teatre Grec. Barcelona (España), julio de 1996

- Datos: Q2941804
- Multimedia: Catherine Allard / Q2941804